# Charlotte Bischoff
Charlotte Bischoff (née le 5 octobre 1901 à Schöneberg et morte à Berlin le 4 novembre 1994 ) est une communiste allemande, résistante au nazisme.

## Biographie

### Jeunesse
Marie Martha Charlotte Wielepp est née le 5 octobre 1901 à Schöneberg, dans l'appartement de ses parents situé au 13 Apostel-Paulus-Straße. Son père est Alfred Wielepp (1878-1948), typographe, et sa mère Martha Albertine Stawitzky. Après avoir fréquenté une école de commerce, Charlotte Wielepp travaille de 1915 à 1930 comme employée de bureau et sténodactylographe à Halle, Hambourg et Berlin. À partir de 1918, elle est membre de la Jeunesse socialiste libre (de) et de la Ligue des jeunes communistes d'Allemagne. En 1923, elle rejoint le Parti communiste d'Allemagne (KPD). La même année, elle épouse Fritz Bischoff qui travaille alors comme employé dans la mission commerciale soviétique. À partir de 1930, Charlotte Bischoff est employée au sein du groupe parlementaire prussien et du Comité central du KPD,.

### Résistance
Après l'arrivée au pouvoir des national-socialistes, Charlotte Bischoff travaille d'abord pour le service d'information du Parti communiste désormais illégal. En décembre 1933, elle se rend à Moscou avec sa fille Renate (1924-2018), où elle travaille pour le Département des relations internationales de l'Internationale communiste jusqu'en 1937, ce qui l'amène à voyager à l'étranger (Danemark et Pays-Bas). Fritz Bischoff est arrêté par les nazis en 1934, condamné à huit ans de prison puis envoyé dans les camps de concentration de Sachsenhausen et de Neuengamme ; il est finalement abattu le 19 mai 1945 par les SS alors qu'il tente de s'échapper du paquebot Cap Arcona en feu,.
En 1938, Charlotte Bischoff demande à travailler pour la clandestinité en Allemagne. Elle est d'abord envoyée à Stockholm, où se trouve le « quartier général de la section nord » du Parti communiste. Elle y est arrêtée au début de 1939 comme immigrante illégale et menacée d'expulsion vers l'Allemagne, mais est rapidement libérée. L'Allemagne lui retire alors sa nationalité allemande. Charlotte Bischoff s'occupe alors, dans le cadre de  l'Aide rouge internationale, des communistes allemands émigrés, collecte de l'argent et discute avec des ouvriers du bâtiment suédois syndiqués sur des chantiers de construction.
En 1941, mandatée par la direction internationale du KPD, représentée à l'époque par Herbert Wehner, elle réussit à entrer illégalement en Allemagne sur un cargo. Le voyage dure un mois, du 29 juin à la fin juillet 1941. Charlotte Bischoff travaille à Berlin avec divers groupes de résistance, notamment avec ceux associés à l'Orchestre Rouge, comme le réseau de Kurt et Elisabeth Schumacher, celui de Wilhelm Knuckle et avec les groupes de la Direction opérationnelle du KPD en Allemagne (de) avec Anton Saefkow, Bernhard Bästlein et Robert Uhrig. Elle est une des rares membres de ces groupes de résistance ayant échappé à l'arrestation. Elle reste à Berlin jusqu'à la fin de la guerre sans être reconnue. C'est en grande partie grâce aux activités de Charlotte Bischoff, Otto Grabowski et Ernst Sieber que le journal Die Innere Front a pu continuer à être publié et distribué après l'arrestation de nombreux autres résistants.

### Renate Bischoff
Renate Bischoff, la fille de Charlotte et Felix reste en URSS jusqu'en 1945. À ce moment-là, le KPD veut déployer des militants « absolument solides et fiables » en Allemagne, pour soutenir l'Armée rouge dans l'établissement d'un régime d'occupation. Parmi les noms proposés figure Renate Bischoff. Son parachutage ne peut pas avoir lieu finalement et elle rejoint ensuite la zone d'occupation soviétique en Allemagne, épouse Bruno Leuschner membre du Parti socialiste unifié d'Allemagne et travaille à l'Institut pour le Marxisme-Léninisme

### Après guerre
Après la guerre, Charlotte Bischoff occupe divers postes au sein de la Confédération des syndicats allemands libres de la République démocratique allemande (FDGB) et est devient membre du Parti socialiste unifié d'Allemagne (SED. Fin septembre 1950, elle succède à Martha Arendsee à la présidence de la Compagnie d'assurance sociale de Berlin (de) . Après des disputes au sein de la Confédération des syndicats, elle travaille les années suivantes pour l' Aide sociale du Grand Berlin, une organisation d'aide sociale active dans tout Berlin et proche du Parti socialiste. À partir de 1957, elle travaille en free-lance à l'Institut pour le Marxisme-Léninisme au comité central du SED (de). Là, elle participe à l'élaboration d'une Histoire officielle du mouvement ouvrier allemand de la RDA ; son nom apparaît à plusieurs reprises dans cet ouvrage mais seulement en tant que "représentante du Comité central". Les notes de Charlotte Bischoff et les documents collectés pour ce travail ne sont pas publiés à l'époque de la RDA. L'autrice Eva-Maria Siegel pense qu'ils contenaient sans doute « diverses corrections à l'idéologie historique officielle »,.
Charlotte Bischoff rejoint, en 1991, le Parti du socialisme démocratique (PDS), issu du Parti socialiste unifié d'Allemagne à l'âge de 90 ans.
Les archives de Charlotte Bischoff sont conservées aux Archives fédérales allemandes.

## Distinctions
- 1961 Ordre du mérite patriotique en argent et 1981 en or[9]
- 1969 Ordre Bannière du Travail[9]
- 1970 Ordre de la guerre patriotique de l'URSS

## Filmographie
Peter Weiss décrit en détail les activités de résistance de Charlotte Bischoff en exil et en Allemagne dans son roman L'Esthétique de la résistance. Dans le troisième tome, qui traite des groupes autour de l'Orchestre rouge, elle est la protagoniste centrale. Peter Weiss se base sur des discussions avec Charlotte Bischoff en 1972 et sur un échange de lettres avec elle dans les années 1974 à 1976.